# Chazan
Chazan (hebr. ‏חַזָּן‎ chazzan, jid. ‏חזן‎ chazn; inaczej kantor) – w judaizmie osoba prowadząca nabożeństwo z mniejszego pulpitu przed aron ha-kodeszem. W judaizmie ortodoksyjnym funkcję tę pełnią tylko mężczyźni, natomiast w judaizmie reformowanym dopuszcza się do niej kobiety, tzw. chazanit.